# Ignas Sargiūnas
Ignas Sargiūnas (Kaunas, 11 settembre 1999) è un cestista lituano.

## Carriera

### Nazionale
Nel 2019 ha partecipato, con la Lituania under 20, all'Europeo di categoria, concluso al quinto posto finale.